# Rhyncomya setipyga
Rhyncomya setipyga är en tvåvingeart som beskrevs av Villeneuve 1929. Rhyncomya setipyga ingår i släktet Rhyncomya och familjen Rhiniidae. Inga underarter finns listade i Catalogue of Life.